# Kauhajoki
Kauhajoki je město ve finské provincii Jižní Pohjanmaa. Žije v něm přes 14 000 obyvatel. Jeho rozloha činí 1 315,71 km² z čehož 16,46 km² jsou vodní plochy.
Sousedními obcemi jsou Honkajoki na jihu, Isojoki na jihozápadě, Jalasjärvi na východě, Karijoki a Teuva na západě, Karvia na jihovýchodě a Kurikka na severu.

## Historie
Oblast obývali lidé již od 16. století. Roku 1584 zde byla postavena kaplička. Roku 1858 zde byla založena farnost. Obec byla založena roku 1868. Městem se stala 1. července 2001.
Během zimní války, 1. prosince 1939 až 12. února 1940, v místní škole zasedal Finský parlament. Díky tomu jsou na znaku města dvě kladívka předsedajícího.

## Střelba v místní škole
23. září 2008 zastřelil v místní vyšší odborné škole (finsky ammattikorkeakoulu) 22letý student Matti Juhani Saari vlastní zbraní jednoho spolužáka, osm spolužákyň a jednoho učitele a další ženu těžce zranil. Jako pravděpodobný motiv byla uváděna nenávist k lidem.